# Roldana hirsuticaulis
Roldana hirsuticaulis là một loài thực vật có hoa trong họ Cúc. Loài này được (Greenm.) Funston mô tả khoa học đầu tiên năm 2001.